# Stephanus Bernardus Jantzon
Stephanus Bernardus Jantzon, heer van Nieuwland (Breda, 4 november 1766 - aldaar, 19 juli 1838) was een Nederlands politicus.

## Biografie
Jantzon was een lid van de familie Jantzon van Erffrenten en een zoon van conrector en advocaat mr. Nicolaas Johannes Jantzon (1722-1789) en Anna Geertruyda Noortbergh (1739-1824). Hij trouwde in 1814 met Anne Caroline Lucile barones van der Borch (1778-1847), lid van de familie Van der Borch. Hij was een broer van de burgemeester van Dordrecht jhr. mr. Jacob Cornelis Jantzon van Erffrenten (1769-1859).
Jantzon studeerde rechten te Leiden en promoveerde in 1787 op de dissertatie De pignoris capione fori Bredani, quam vocant. Daarna werd hij advocaat te Breda (1787-1805), raadsheer bij het gerechtshof (1805-1811) en rechter van instructie (1811-1812).
Jantzon was in 1814 lid van de Vergadering van Notabelen. Hij werd in 1815 burgemeester van Breda, vanaf 1816 (tot 1820) president-burgemeester. In de periode 1816 tot 1820 was hij ook lid van provinciale staten van Noord-Brabant (voor de stad Breda).
- Biografisch Portaal: 21685011
- Parlement.com: vg09llvaxqqk